# Fritz Herz
Fritz Herz (* 3. Februar 1867 in München; † 21. Januar 1945 in Wien) war ein deutscher Theaterschauspieler und -regisseur.

## Leben
Herz, der Sohn des Schauspielers Franz Herz sollte 1883, nachdem er das Gymnasium verlassen hatte, auf Wunsch seines Vaters Porträtmaler werden, entschloss sich jedoch noch im selben Jahr, den Beruf seines Vaters zu ergreifen und besuchte das Münchner Konservatorium, wo er Schüler Heinrich Richters wurde.
Den ersten Bühnenversuch wagte er am 2. März 1885 als „Mortimer“ am Hoftheater in München, wo er bis 1887 als Eleve blieb. Hierauf reiste er ein Jahr mit den „Münchnern“, war 1888 bis 1894 am Deutschen Theater in Berlin (1892 erschien er mit dem Ensemble dieses Theaters in der Internationalen Theater- und Musikausstellung in Wien und 1893 am Dagmartheater in Kopenhagen). Im letztgenannten Jahre trat er als erster Held und Bonvivant in den Verband des Hoftheaters Karlsruhe.
Seine Spezialität waren bayerische und österreichische Dialektrollen. Es verdient auch der Erwähnung, dass Herz bei Eröffnung des Münchner Schauspielhauses (20. April 1901) den „Johannes“ (Sudermann) zu Darstellung brachte und hierauf auch seine Eignung für hochmoderne Rollen zweifellos erwies.
Verheiratet war er mit der Tochter des Hofkapellmeisters Joseph Hellmesberger senior, Maria (1867–1940), die bis 1894 als Schauspielerin auftrat. Damit war Joseph Hellmesberger junior sein Schwager.